# كعكة الرغوة
كعك الرغوة (بالإنجليزية: Foam cake)‏ هي كعكات تحتوي على كمية قليلة جدًا من المواد الدهنية (إن وجدت) مثل الزبدة أو الزيت أو السمن، وإلا فهي معدومة ولا تُضاف.
تتخمر بشكل أساسي عن طريق الهواء الذي يُخفق في بياض البيض الذي تحتويه. كما أنها تختلف عن كعكة الزبدة، الغنية والمُشبعة بالزبدة او السمن، ومسحوق الخبز أو صودا الخبز لأغراض التخمير. تتميز كعكات الرغوة عادةً بأنها خفيفة وإسفنجية.
بعد عملية خبزها، تُقلب الكعكة مع قالبها على صينية الخبز (Sheet pan) [الإنجليزية] (صينية فرن) مغطاة بورق الزبدة حتى تبرد بنفس المعدل. 
بعض من أمثلة كعكات الرغوة هي: كعكة الملاك وكعكة الميرانغ (Meringue Cake) وكعكة الجينواز وكعكة الشيفون.
تتميز الكعكات الرغوية أو الإسفنجية أو الغير مختصر (Unshortened Cakes) باحتواءها على نسبة كبيرة من البيض الرغوي (بياض البيض المخفوق) إلى نسبة قليلة من السكر ودقيق القمح. الفرق الأساسي بين الكعك المختصر (Shortened Cake) وغير المختصر (Unshortened Cake)، هو أن في الأول تُستخدم الدهون، بينما في الثاني لا تُستخدم الدهون على الإطلاق.